# Ozyptila laevis
Ozyptila laevis es una especie de araña cangrejo del género Ozyptila, familia Thomisidae.

## Distribución
Esta especie se encuentra en Marruecos.